# Gwiazda Konga
Gwiazda Konga – polskie odznaczenie pamiątkowe przyznawane uczestnikom Polskiego Kontyngentu Wojskowego w Demokratycznej Republice Konga i Republice Gabońskiej. Jest jednym z odznaczeń wojskowych, które nadawane są w Polsce w czasie pokoju.

## Utworzenie
Gwiazdy ustanowiono ustawą z dnia 14 czerwca 2007 o zmianie ustawy z dnia 16 października 1992 o orderach i odznaczeniach, razem z Wojskowym Krzyżem Zasługi, Wojskowym Krzyżem Zasługi z Mieczami, Morskim Krzyżem Zasługi, Morskim Krzyżem Zasługi z Mieczami, Lotniczym Krzyżem Zasługi, Lotniczym Krzyżem Zasługi z Mieczami oraz Medalem za Długoletnią Służbę. Zmiana została wprowadzona w życie 10 października 2007, po upływie trzech miesięcy od momentu ogłoszenia, które nastąpiło 9 lipca. Równocześnie Prezydent Rzeczypospolitej Polskiej rozporządzeniem z dnia 31 lipca 2007 zmienił rozporządzenie z dnia 10 listopada 1992 w sprawie opisu, materiału, wymiarów, wzorów rysunkowych oraz sposobu i okoliczności noszenia odznak orderów i odznaczeń.
Zgodnie z treścią wyżej wymienionej ustawy „odznaczenia wojskowe o charakterze pamiątkowym mające w nazwie wyraz „Gwiazda” są nagrodą za nienaganną służbę w polskich kontyngentach wojskowych poza granicami państwa”. W precedencji polskich odznaczeń zajmują miejsce po Medalu za Długoletnie Pożycie Małżeńskie i są najniższymi w aktualnym systemie odznaczeń państwowych. Gwiazda Konga została ustanowiona rozporządzeniem Prezydenta Rzeczypospolitej Polskiej z dnia 12 lutego 2010 w sprawie nazwy, wstążki, okuć oraz wzorów rysunkowych Gwiazdy Konga, Gwiazdy Czadu i Gwiazdy Morza Śródziemnego, które weszło w życie 13 maja 2010.

## Nadawanie
Gwiazdę Konga nadaje i wręcza Prezydent Rzeczypospolitej Polskiej, z inicjatywy własnej, a także na wniosek ministra właściwego do spraw obrony lub ministra właściwego do spraw wewnętrznych. Prezydent ma również prawo do pozbawienia Gwiazdy osoby nią odznaczonej.
Gwiazda Konga nadawana jest żołnierzom pełniącym służbę w Polskim Kontyngencie Wojskowym w operacji Unii Europejskiej w Demokratycznej Republice Konga i Republice Gabońskiej od dnia 1 maja do 20 grudnia 2006.
Z dniem 31 grudnia 2013 nadawanie tych odznaczeń zostało uznane za zakończone. Zgodnie z zapisami ustawy z dnia 28 lipca 2023 nadawanie Gwiazd za operacje zakończone przed 2021 przedłużono do roku 2025.

## Wygląd
Odznaką jest  patynowany na brązowo medal w kształcie czteropromiennej gwiazdy o wymiarach 44 x 44 mm z dwoma skrzyżowanymi mieczami, ostrzami skierowanymi ku górze, z wypukłym monogramem z liter „RP” na górnym promieniu i wypukłym umieszczonym pośrodku napisem „KONGO”. Na dolnym promieniu i między górnymi promieniami znajdują się stylizowane liście wawrzynu. Rewers składa się z wypukłego, dwuwierszowego napisu „PACI SERVIO”, a poniżej jest miejsce na wygrawerowanie przez odznaczonego dat służby.
Gwiazda Konga zawieszona jest na wstążce barwy gorąco-żółtej, szerokości 35 mm, z czerwonym paskiem szerokości 4 mm przez środek, mającym po bokach prążki białe szerokości 2 mm oraz po brzegach umieszczone symetrycznie połączone prążki w barwach flagi Demokratycznej Republiki Konga: żółty i błękitny, szerokości 3 mm każdy.
Udział w poszczególnej zmianie kontyngentu wojskowego oznacza się przez nałożenie na wstążkę okucia w kształcie listewki szerokości 5 mm, matowej, patynowanej na brązowo, z polerowanymi krawędziami, z umieszczoną pośrodku polerowaną cyfrą arabską, oznaczającą kolejną zmianę kontyngentu.

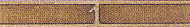
Okucie